# 18779 Хеттіхонг
18779 Хеттіхонг (18779 Hattyhong) — астероїд головного поясу, відкритий 10 травня 1999 року.
Тіссеранів параметр щодо Юпітера — 3,563.